# ممنوع (فیلم ۱۹۵۳)
«ممنوع» (انگلیسی: Forbidden (1953 film)) فیلمی در ژانر مهیج به کارگردانی رودولف ماته است که در سال ۱۹۵۳ منتشر شد. از بازیگران آن می‌توان به تونی کرتیس و جوآن درو اشاره کرد.